# Le Député d'Arcis
Le Député d’Arcis (em português O deputado de Arcis) é um romance de Honoré de Balzac, começado em 1839, revisto pelo autor em 1843, depois, em 1847, incluído nas Cenas da vida política da Comédia Humana. Não será publicado senão após a morte do autor, em 1854, graças à ajuda de Charles Rabou, que terminará ainda outros romances inacabados de Balzac.
A primeira parte o romance apareceu em 1847 na Union monarchique sob o título de L'Élection. O romance integral terminado por Charles Rabou de acordo com as indicações de Balzac e de Ewelina Hańska, foi publicado em 1852 no Le Constitutionnel em partes: L'Élection, Le Comte de Sallenauve e La Famille Beavisage, nos quais a participação de Charles Rabou não foi mencionada. As três partes do Deputado de Arcis não foram publicas juntas. A primeira foi editada por Potter em 1854, com a menção terminada por Charles Rabou; Le Comte de Sallenauve e La Famille Beauvisage foram publicadas no ano seguinte (1855) e mais tarde por Michel Lévy nas "Obras completas de Honoré de Balzac" com a mesma menção (1864).

## Enredo
A ação situa-se no mesmo quadro de Une ténébreuse affaire, do qual se encontra personagens sob os traços de seus descendentes: Giguet, Goulard, Michu, Violette, os Cinq-Cygne, Simeuse, Chargeboeuf, Gondreville (cujo sequestro havia dado lugar a um processo e que tem nessa época oitenta anos). As lutas de poder são muito ferozes nessa pequena vila da província onde dois partidos se enfrontam, cada um dos dois estando preparados para tudo a fim de obter o status de deputado. Essa obra se inscreve bem na continuidade da Comédia Humana, pois se encontra nela Rastignac, ele mesmo deputado eleito pela décima vez, Maxime de Trailles, o barão de Nucingen, a marquesa d'Espard, e todo o círculo parisiense que tem grande interesse em resolver o caso a seu favor. O novo eleito  deveria abandonar seu assento à Maxime de Trailles e o romance deveria terminar com o triunfo do dândi e seu casamento com Cécile Beauvisage.